# Церква Пресвятої Трійці (Львів, Рясне)
Це́рква Свя́тої Трі́йці — православний храм у Львові, в мікрорайоні Рясне-1, на вулиці Шевченка, 311а.

## Історія
Церква будувалася більше двадцяти років. Спочатку будівництво фінансував завод «Електрон», але через погіршення економічного становища підприємство припинило фінансування будови. Таким чином подальше фінансування будівництва храму велося за рахунок пожертв та силами церковної громади, тому і будова затягнулася на роки. Лише на початку 2015 року будівництво завершилося. 
17 травня 2015 року, Високопреосвященний митрополит Львівський і Сокальський Димитрій здійснив Архіпастирські відвідини Свято-Троїцької парафії житлового масиву Рясне-1, під час яких звершив велике освячення храму на честь Пресвятої Трійці та рукопоклав у сан диякона Петра Курпіту.
На початку 2000-х років парафія церкви Святої Трійці, як і ще дві каплиці, вийшли з підлеглості єпископа місцевої Львівської єпархії УАПЦ та об'єдналися в окремий вікарний деканат з прямим підпорядкуванням Предстоятелю Української Автокефальної Православної церкви у Львівській області.
Від 15 грудня 2018 року церква належить до єдиної помісної православної церкви України.

## Опис

Церква Пресвятої Трійці (2015)

Храм являє собою хрестовокупольну цегляну споруду з розмірами 40×28 м., висотою 50 м. (з хрестом — 53 м.). Церква має три бані та фронтону в стилі українського бароко. Біля церкви споруджено будинок плебанії.